# Xabier Lete
Xabier Lete Bergaretxe, né le 5 avril 1944 à Oiartzun et mort le 4 décembre 2010 à Saint-Sébastien, est un poète, chanteur, musicien et académicien espagnol. Poète, passionné d'improvisation, il a marqué de son empreinte toute la culture basque.

## Biographie
Dès la fin des années 1960, la jeunesse se concentre sur les kantaldi, concerts d'un type nouveau où le thème des chansons parle de libération nationale, de progrès social, d'internationalisme et de gloire du combattant. À cette époque, la chanson est une forme d'appel à la jeunesse de Michel Labéguerie, Gu gira Euzkadiko gazteri berria (Nous sommes la nouvelle jeunesse d'Euzkadi). Il a été suivi par les autres auteurs-interprètes du Pays basque nord tels que : Manex Pagola, le duo de Peio Ospital et Pantxoa Carrere, Benat Sarasola, Eñaut Etxamendi et Eñaut Larralde,  Maite Idirin. Le côté espagnol, malgré la censure, les interprètes tels que Mikel Laboa, Xabier Lete, Benito Lertxundi, Antton Valverde, les frères Artze, Lurdes Iriondo et d'autres contribuent au développement du courant musical folk au Pays basque,.
En 2009, il reçoit le prix Euskadi dans la catégorie « Littérature en langue basque » pour son livre de poèmes Egunsentiaren esku izoztuak.
Âgé de 66 ans, Xabier Lete succombe le soir du 4 décembre 2010 à une grave maladie.

## Œuvres

### Discographie
- Bertso zaharrak (Les anciens bertsos) (1974).
- Txirritaren bertsoak (1975).
- Eskeintza (1991).
- Hurbil iragana (1992). Compilation de ses meilleures chansons et les plus connues.
- Berrehun urtez bertsotan (2001). Collection de bertsoak de Xenpelar, Bilitx, Elizanburu, Etxahun, Otaño, Txirrita, Basarri, Uztapide, Xalbador et Lazkao Txiki, interprété par Xabier Lete.
- Xabier Lete (Elkar - 1974-2006). Remastérisées.
- Kantatzera noazu (Elkar - 1976-2006). Remastérisées.
- Lore bat, zauri bat (Une fleur, une blessure) (Elkar - 1978-2006). Remastérisées, avec la chanson Xalbadorren heriotzean, qui traduite en basque signifie « Dans le décès de Xalbador » et qui a été écrite en hommage au poète disparu Xalbador.
- Xenpelar - Bilintx (Elkar - 2001).
- Otaño - Elizanburu - Etxahun (Elkar - 2001).
- Txirrita 1 (Elkar - 2001).
- Txirrita 2 (Elkar - 2001).
- Basarri - Uztapide (Elkar - 2001).
- Xalbador (Elkar - 2001).
- Lazkao Txiki (Elkar - 2001).
- Abestitzak eta poema kantatuak (Elkar - 2006).